# Allamuchy Township
Allamuchy Township est un township situé dans le comté de Warren dans l'État du New Jersey aux États-Unis. Au recensement de 2010, il comptait 4 323 habitants.